# Prix Sakuzō-Yoshino
Le prix Sakuzō-Yoshino (吉野作造賞, Yoshino Sakuzō Shō) est un prix de sciences politiques décerné depuis 1966 par l'éditeur Chūōkōron Shinsha en mémoire du politologue Sakuzō Yoshino (吉野作造).
Depuis 2000, le prix est organisé par les éditeurs et le journal Yomiuri shinbun en association avec le Yomiuri Rondan-Shō ( 読 売 论坛 赏) et décerné depuis sous le nom prix Yomiuri Sakuzō Yoshino.

## Lauréats
- 1966 – Sakamoto Yoshikazu pour Nihon gaikō e no teigen (日本外交への提言) et Etō Shinkichi pour Nihon no anzen hoshōryoku o dō takameru ka (日本の安全保障力をどう高めるか)
- 1967 – Nagai Yōnosuke pour Heiwa no daishō (平和の代償)
- 1968 – Hagiwara Nobutoshi pour Baba tatsui (馬場辰猪)
- 1969 – Nagai Michio pour Daigaku no kanōsei (大学の可能性)
- 1970 – Akira Iriye (en) pour Heiwateki hatten shugi to nihon (平和的発展主義と日本) et Miyata Mitsuo pour Gendai demokurashī no shisō to kōdō (現代デモクラシーの思想と行動)
- 1971 – Hirofumi Uzawa pour Shinkotenha keizaigaku wo koete (新古典派経済学を超えて) et Rōyama Michio[1] pour Naze chūgoku o shōnin subeki ka (なぜ中国を承認すべきか)
- 1972 – Matsushita Keiichi pour Shimin sanka to sono rekishiteki kanōsei oyobi shimin sanka no sekinin henshū ni taishite (市民参加とその歴史的可能性および市民参加の責任編集に対して)
- 1973 – Murakami Yasusuke pour Yameru senshinkoku (病める先進国) et Yamamoto Mitsuru[2] pour Nihon fukkō kakushin gaikō no tsugi no kadai (日中復交・革新外交の次の課題) et Keihei Waki[3] pour Chishikijin to seiji doitsu 1914-1933 (知識人と政治 ドイツ・1914~1933)
- 1974 – Mitani Taichirō pour Taishō demokurashī-ron (大正デモクラシー論)
- 1975 – Miyazaki Isamu pour Ningen no kao o shita keizaiseisaku (人間の顔をした経済政策)
- 1976 – Hosoya Chihiro pour Jōji sansomu to haisen nihon (ジョージ・サンソムと敗戦日本)
- 1977 – Matsuyama Yukio[4] pour Nihon shindan (日本診断)
- 1978 – Kōsaka Masataka pour Koten gaikō no seijuku to hōkai (古典外交の成熟と崩壊)
- 1979 – L'attrition est suspendue jusqu'en 1982
- 1983 – Nishibe Susumu pour Keiza rinrigaku josetsu (経済倫理学序説)
- 1984 - Masakazu Yamazaki pour Yawarakai kojinshugi no tanjō (柔らかい個人主義の誕生)
- 1985 - Watanabe Toshio pour Seichō no ajia teitai no ajia (成長のアジア 停滞のアジア)
- 1986 - Yano Tōru pour Reisen to tōnan-ajia (冷戦と東南アジア)
- 1987 - Sazaki Takeshi pour Ima seji ni nani ga kanō ka (いま政治に何が可能か)
- 1988 - Funabashi Yōichi pour Tsuka retsuretsu (通貨烈々)
- 1989 - Kuniko Inoguchi pour Sensō to heiwa (戦争と平和) et Koseki Shōichi pour Shinkempo no tanjō (新憲法の誕生)
- 1990 - Aoki Tamotsu pour Nihon bunka-ron no henyō (日本文化論の変容)
- 1991 - Yamauchi Masayuki pour Radical history (ラディカル・ヒストリー, radikaru hisutorī) et Kodama Fumio[5] pour High Tech gijutsu no paradigm (ハイテク技術のパラダイム, haiteku ~ paradaimu)
- 1992 - Naoki Tanaka[6] pour Saigo no jūnen nihonkeizai no kōzō (最後の十年 日本経済の構造)
- 1993 – Noguchi Yukio pour Bubble no keizaigaku (バブルの経済学, baburu ~) et Yamamuro Shinichi pour Kimera manshūkoku no shōzō (キメラ 満州国の肖像)
- 1994 – Asada Sadao pour Ryōtaisenkan no nichibei kankei (両大戦間の日米関係)
- 1995 – non décerné
- 1996 – Shinichi Kitaoka (en) pour Jimintō seikentō no 38nen (自民党 政権党の38年)
- 1997 – Ban'no Junji pour Kindai nihon no kokka kōzō (近代日本の国家構造) et Mikuriya Takashi pour Baba Tsunego no memboku (馬場恒吾の面目)
- 1998 – Iokibe Makoto pour Senryōki (占領期)
- 1999 – Yonemoto Shōhei pour Chijigaku no susume (知政学のすすめ)

## Source de la traduction
- (de) Cet article est partiellement ou en totalité issu de l’article de Wikipédia en allemand intitulé « Yoshino-Sakuzō-Preis » (voir la liste des auteurs).